# Conistra variegata
Conistra variegata là một loài bướm đêm trong họ Noctuidae.